# Massif du Vignemale
Le massif du Vignemale est le quatrième plus haut massif des Pyrénées et culmine à la pique Longue (3 298 m).
Situé à la frontière franco-espagnole, c'est aussi, par l'étendue de ses glaciers, le deuxième massif glaciaire des Pyrénées après le massif de la Maladeta (Aneto).

## Étymologie
Le mot Vignemale est un composé tautologique de deux racines pré-indo-européennes vin et mal signifiant toutes les deux « montagne ».
En considérant la langue vernaculaire, une autre hypothèse veut que Bigne signifie « hauteur » et Mála ou Male, « mauvaise », soit « la mauvaise hauteur ». La véritable orthographe serait pic de Bigne Male, ou à la rigueur pic de Vigne Male, mais la forme Vignemale est retenue sur les cartes. Les bergers espagnols de Broto appellent La Labaza le versant sud du Vignemale ; ce nom désigne bien, en effet, l'immense paroi rocheuse qui tapisse les flancs du massif entre le Cerbillona et le mont Ferrat. Mais les formes Villamala, Viñamala ont également été relevées, tandis que les bergers de Tena l'appellent : Camagibosa et la carte militaire porte : Camachivosa, qui est certainement une corruption graphique de Camagibosa. Dans le même sens, les toponymes bigna ou vigna semblent pouvoir se traduire par « hauteur sévère, difficile d'accès » ; Bigna mala : la plus célèbre de toutes, la Vigne-Male, « la hauteur de mauvaise allure, pour les anciens : difficile sinon impossible à gravir ».
La dernière étude en date (2009) indique : Vin soit « bosse, roc » (préceltique attesté cf. Dauzat) et Mala soit « mauvaise » (latin, à confirmer ou préciser).

## Géographie
| Massif de Cauterets |                      |                  |
| Massif de Panticosa | Massif du Vignemale  | Massif d'Ardiden |
|                     | Massif du Mont-Perdu |                  |

### Topographie
Le versant français du massif est situé dans le département des Hautes-Pyrénées, entre Cauterets et Gavarnie-Gèdre, arrondissement d'Argelès-Gazost dans le parc national des Pyrénées. Le versant espagnol, au sud, est inclus dans la « reserva de la Biosfera Ordesa-Viñamala », sur le territoire de Torla-Ordesa.

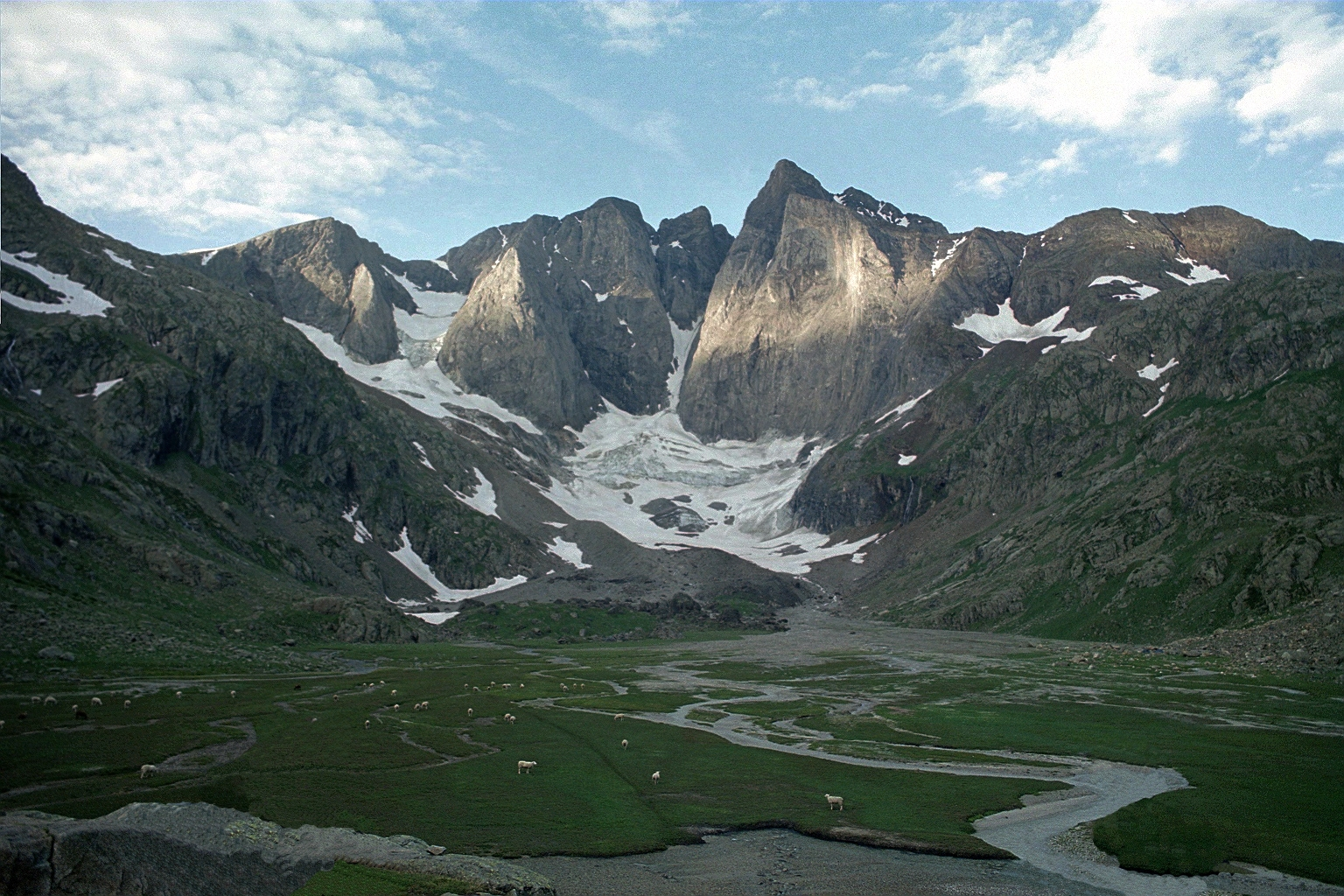
Versant nord du massif du Vignemale : le Petit Vignemale, la pointe Chausenque, le piton Carré, la pique Longue. À gauche, sous le col des Glaciers, le glacier du Petit Vignemale et ses séracs. Au centre, au pied de la face nord du Vignemale, le glacier des Oulettes de Gaube surplombé par le couloir de Gaube.

Le massif du Vignemale comprend huit sommets de plus de 3 000 m d'altitude qui entourent le glacier d'Ossoue, presque de plain-pied :
- rive gauche du glacier, d'ouest en est :
  - le pic du Clot de la Hount (3 289 m),
  - le Vignemale ou pique Longue (3 298 m),
  - le piton Carré (3 197 m),
  - la pointe Chausenque (3 204 m),
  - le Petit Vignemale (3 032 m) ;
- rive droite du glacier, d'ouest en est :
  - le pic de Cerbillona (3 247 m),
  - le pic Central (3 235 m),
  - le Montferrat (3 219 m) ;
- on rattache au massif du Vignemale les pics de Tapou sur l'arête sud-est du Montferrat. Cette arête domine le cirque du Montferrat ou subsiste encore un petit glacier, au-dessus de grandes parois calcaires plongeant sur la vallée d'Ossoue :
  - le Grand pic de Tapou (3 150 m),
  - le pic du Milieu (3 128 m),
  - le Petit pic de Tapou (2 923 m).

### Géologie

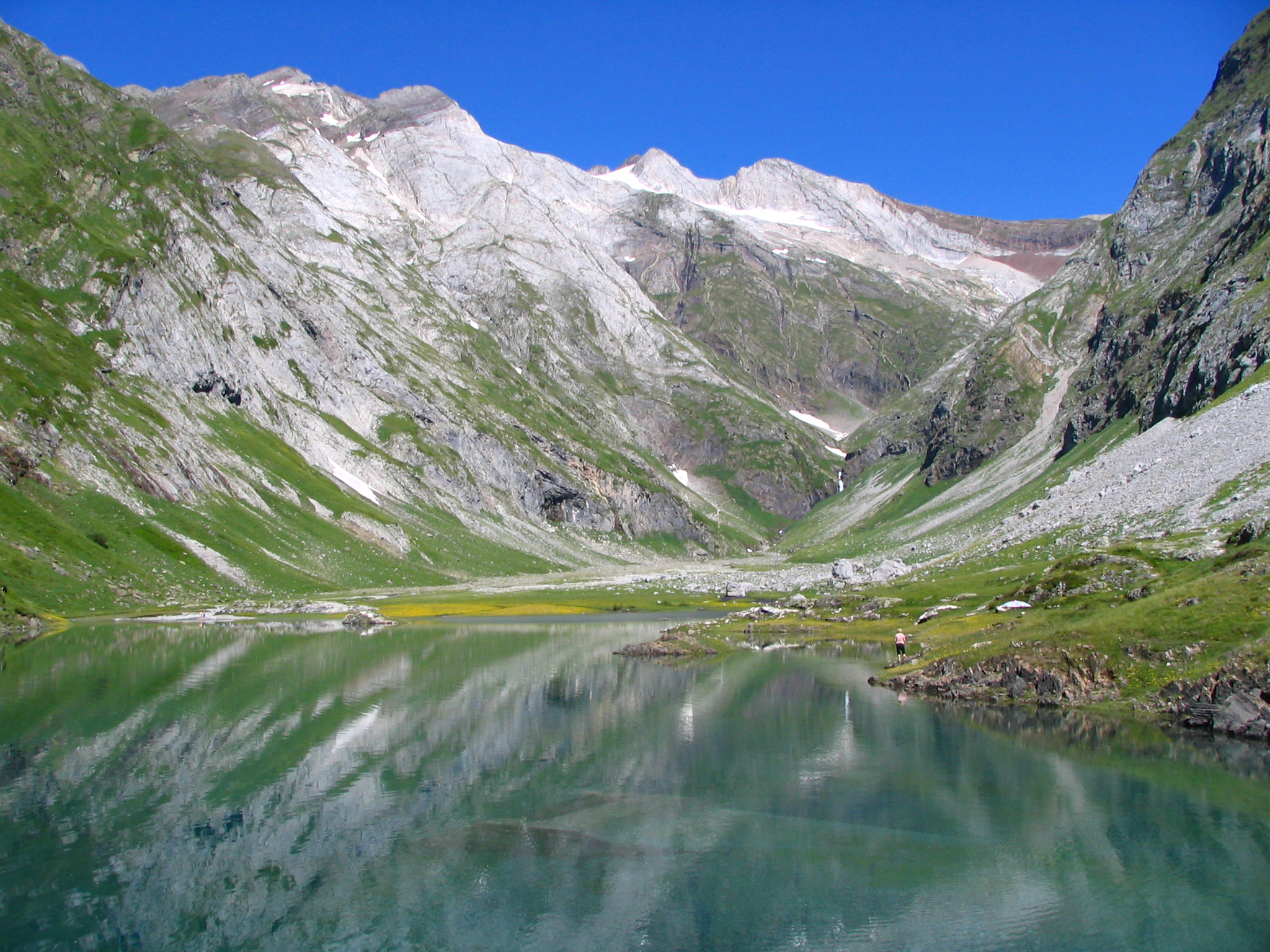
Le massif du Vignemale depuis la vallée d'Ossoue.

La structure du massif est particulière, avec le glacier d'Ossoue sensiblement horizontal enserré par une couronne de sommets d'altitudes supérieures à 3 000 m. Ce glacier émet encore, vers l'est et la vallée d'Ossoue une courte langue glaciaire, et est le seul des Pyrénées à en posséder une. Au nord, des parois calcaires très redressées dominent de 600 à 900 m le glacier des Oulettes de Gaube. C'est également sur ce côté que se trouve un couloir glaciaire appelé le couloir de Gaube. Ces parois renferment deux glaciers secondaires : celui du Petit Vignemale, dominant par une cascade de séracs le glacier des Oulettes et, au nord-ouest de la pique Longue, celui du Clot de la Hount. Au sud-ouest, versant espagnol, des falaises très redressées de 1 000 à 1 200 m de haut et, au sud, des arêtes et des vallons désolés dominent la haute vallée de l'Ara.

## Économie

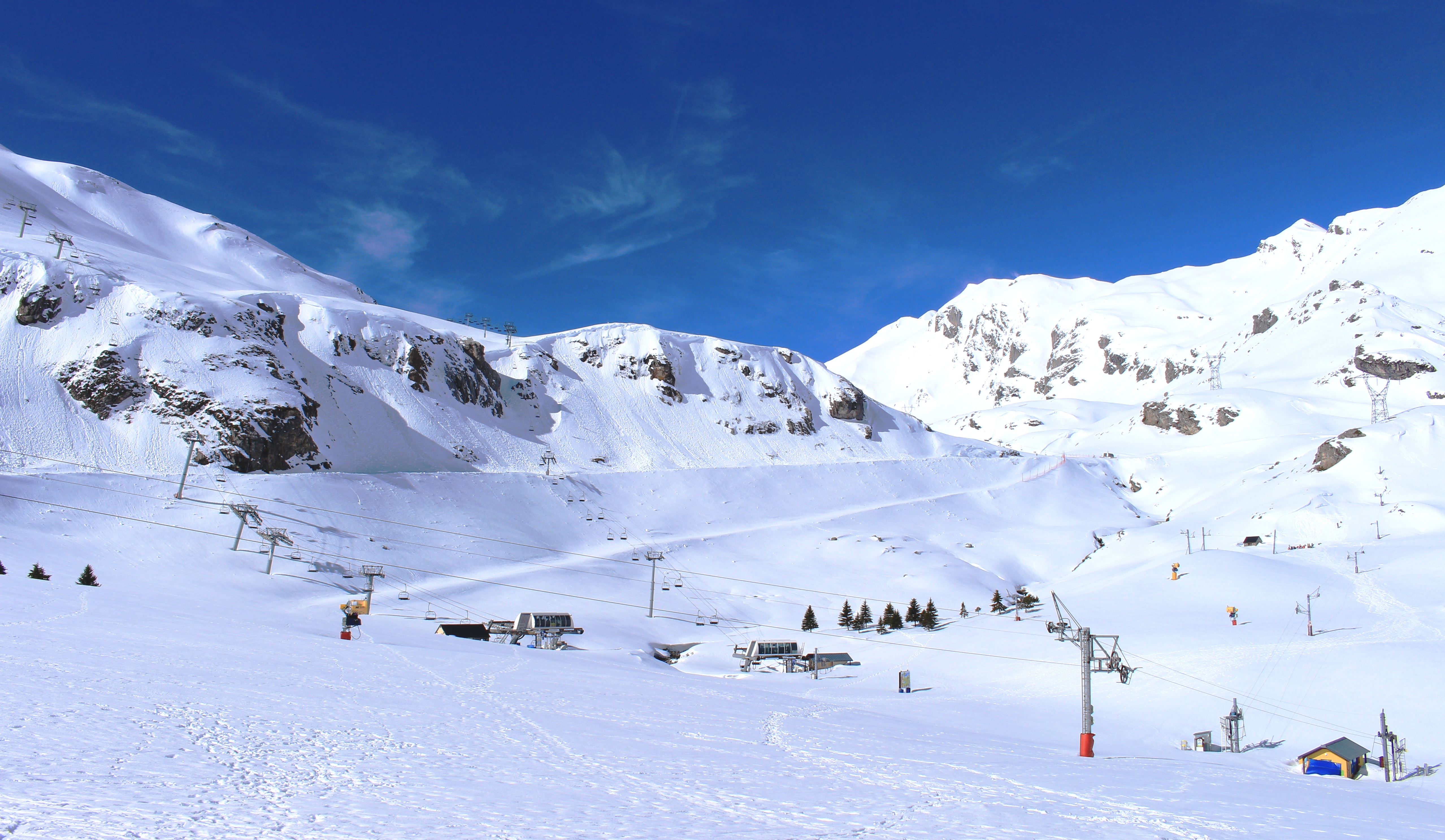
Station de Gavarnie.

- Station de ski de Gavarnie-Gèdre